# Kamna Gorica, Radovljica
Kamna Gorica este o localitate din comuna Radovljica, Slovenia, cu o populație de 538 de locuitori.